# William Fleming (gubernator)
William Fleming (ur. 18 lutego 1729 w Jedburgh w Szkocji, zm. 5 sierpnia 1795) – lekarz, oficer i polityk, krótkotrwały gubernator Wirginii.
Urodził się w Szkocji. Studiował medycynę na Uniwersytecie Edynburskim. Później służył w Royal Navy jako lekarz okrętowy. Był wówczas pojmany przez Hiszpanów. Po uwolnieniu zrezygnował ze służby i wyemigrował do Wirginii w 1755.
Podczas wojny z Indianami i Francuzami służył w regimencie George’a Washingtona. Jako chirurg brał udział w ekspedycji Forbesa i w wojnie z Czirokezami. Po wojnie praktykował medycynę w Staunton. Jako pułkownik brał udział w wojnie lorda Dunmore’a i w bitwie pod Point Pleasant, w której został trzykrotnie ranny. Skutki tych ran nie pozwoliły mu wziąć udziału zbrojnego w wojnie o niepodległość. Podczas rewolucji amerykańskiej był członkiem Senatu Wirginii.
Po wygaśnięciu mandatu Thomasa Jeffersona jako gubernatora Wirginii Fleming od 1 do 12 czerwca 1781 działał jako tymczasowy gubernator, do czasu wyboru Thomasa Nelsona na to stanowisko.
Często jest mylony z Williamem Flemingiem (1734-1824), prawnikiem, członkiem legislatury Wirginii i sędzią sądu najwyższego tego stanu.